# Муравей в стеклянной банке. Чеченские дневники 1994—2004 гг.
Муравей в стеклянной банке. Чеченские дневники 1994—2004 гг. — документальная книга, авторский дневник за десять лет в Чеченской Республике. Считается вторым томом военного дневника. В тексте описано предвоенное время, затем идет хроника первой чеченской войны, что отличает её от книги Дневник Жеребцовой Полины, посвященной только второй чеченской кампании.
Дневник написан писательницей-документалистом Полиной Жеребцовой, когда ей было 9—19 лет.
Презентация книги «Муравей в стеклянной банке. Чеченские дневники 1994—2004 гг.» состоялась 30 мая 2014 года в Сахаровском центре, где книгу представляли известные правозащитники и деятели культуры. Автор присутствовала по Скайпу из Хельсинки.

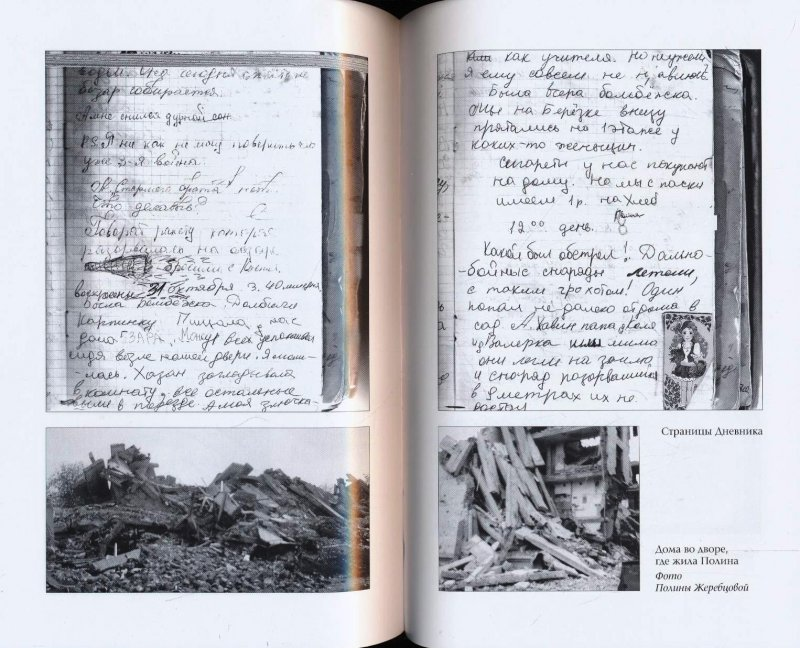
Фрагмент дневника Жеребцовой Полины

## Издания на других языках
Кроме русского, книга переведена и издана на украинском, французском, литовском, финском, немецком, чешском и других языках.
Фрагменты опубликованы на словенском и английском.
Книга издана в сокращении, данные записи представляют собой три тома в оригинале о чём заявлено автором.
В 2011 году был опубликован Дневник Жеребцовой Полины за 1999—2002 гг., проведенные автором в Чечне, после чего автор эмигрировала в Финляндию, где получила политическое убежище., а затем гражданство.

## Издание
В мае 2014 года издательство АСТ: Corpus выпустило книгу Муравей в стеклянной банке. Чеченские дневники 1994—2004.
.
В первые месяцы продаж книга была в ТОР-20 бестселлеров Дома Книги «Москва»..

Муравей в стеклянной банке. Чеченские дневники 1994—2004 имеет авторскую редакцию и опубликована в сокращении, в связи с цензурой в современной России. Имена героев изменены.
В книге собраны фотографии и рисунки, сделанные Жеребцовой в 1994—2004 годах. Книга повествует о межэтнических отношениях между русскими и чеченскими народами, и о жизни мирных жителей во время кровопролитных чеченских войн.

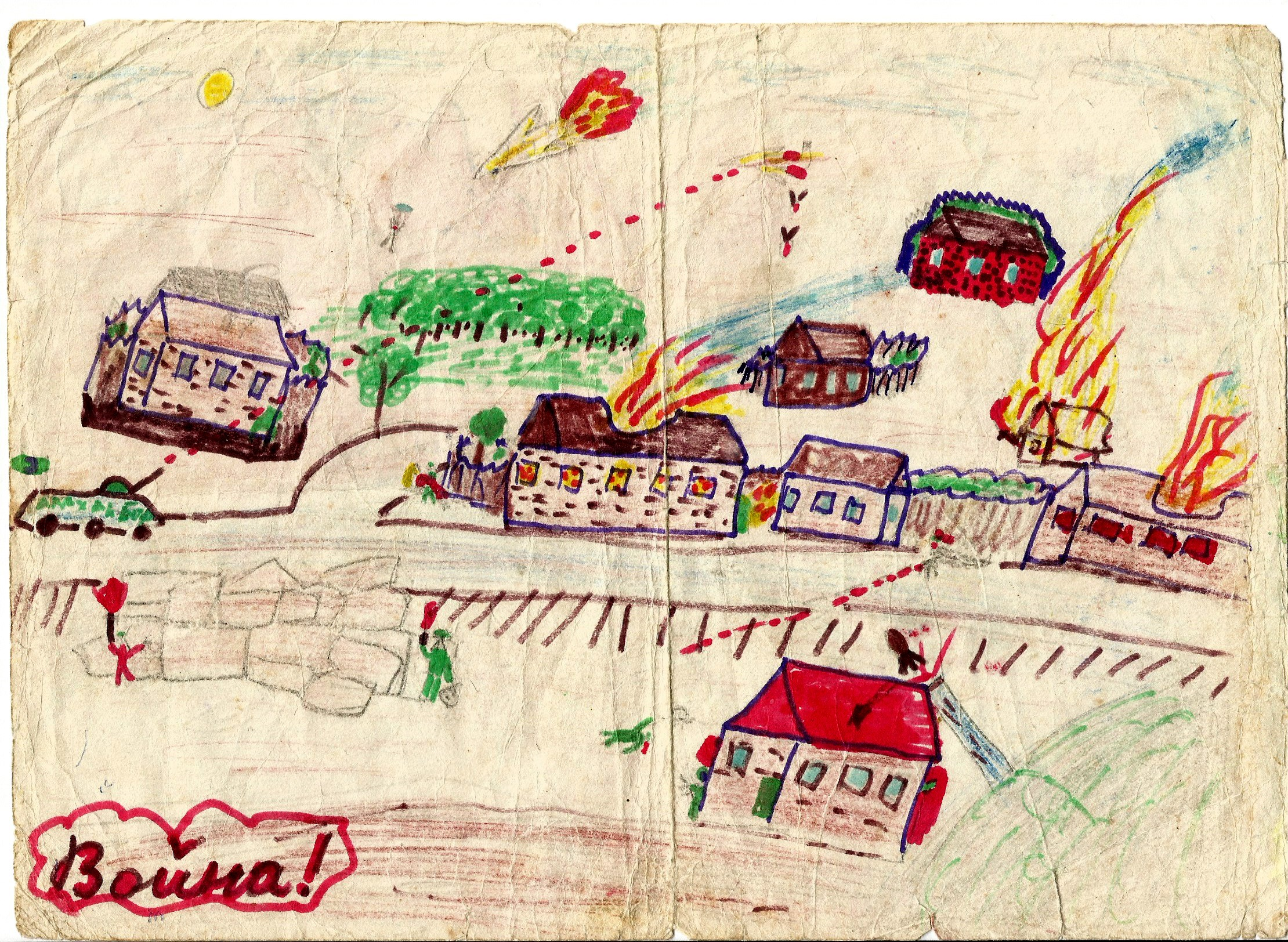
Рисунок Жеребцовой Полины, 1995 год (автору 10 лет)

Записи Полины Жеребцовой часто сравнивают с дневниками Анны Франк и блокадными дневниками Тани Савичевой и Лены Мухиной, они действительно во многом похожи. Но чеченские дневники девочки из Грозного все же стоят особняком, их место в истории и литературе осознать ещё предстоит, а по жанру они ближе всего к роману воспитания.

Алиса ОРЛОВА, Милосердие.ru.

## Содержание
Действие начинается в 1994 году, в столице Чечни, городе Грозном в многонациональной семье Полины Жеребцовой, которая оказалась во время боевых действий в самом эпицентре. В семье Полины разные предки: есть русские, чеченцы, евреи, украинцы, поляки и татары.

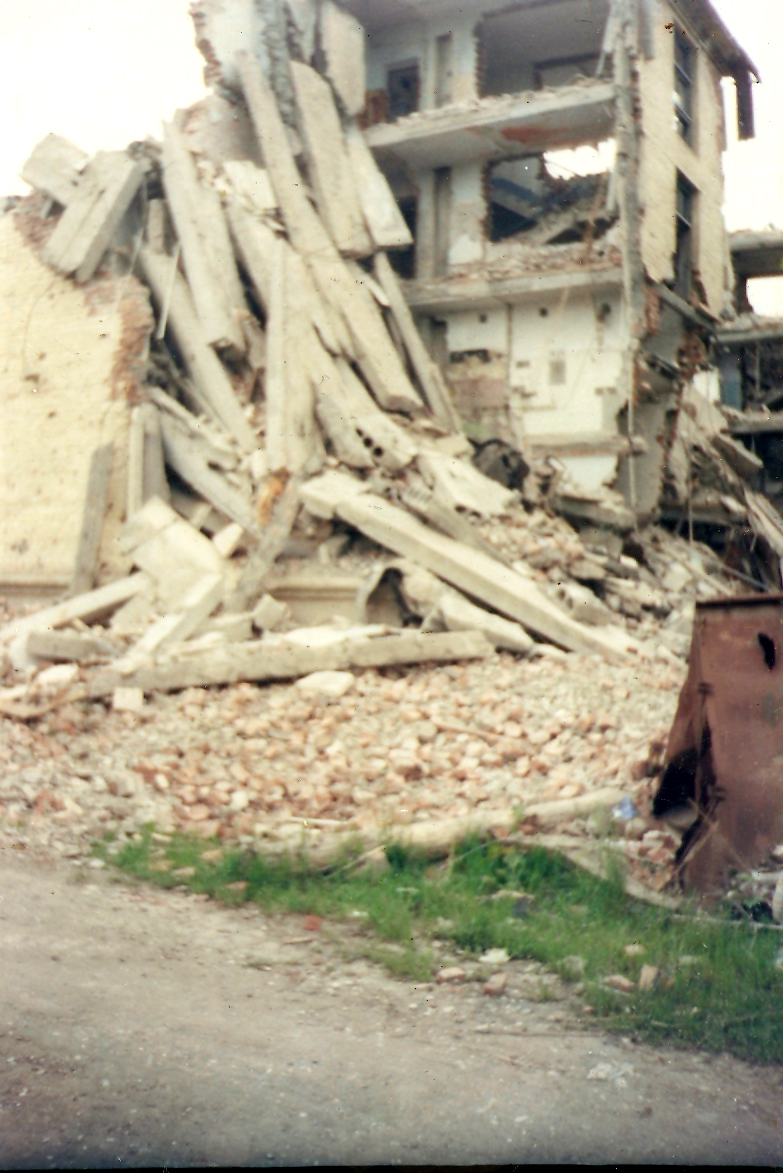
Дома по улице Заветы-Ильича, автор Жеребцова Полина

Девочка быстро взрослеет под бомбами, учится выживать, спасать маму, работать.
Но даже под бомбами она читает книги, влюбляется, дружит и ссорится.
В своем дневнике Полина описывает происходящее вокруг с соседями, военными, друзьями и врагами.
В её доме почитаются Тора, Библия и Коран. Она оказывается вне религий и национальностей.

«Я видела записи в натуральном виде, и могу подтвердить, что перед вами настоящий дневник девочки, а не какая-то мистификация», — сказала на презентации Светлана Ганнушкина, председатель комитета «Гражданское содействие», член совета и руководитель сети «Миграция и право» Правозащитного центра «Мемориал», опровергая информацию о неподлинности изданного материала, пишет «Российская газета».

Книга Полины призывает к миру и согласию, о чём автор неоднократно упоминала в своих интервью.

## Публикации

Детский чеченский дневник.

- Жеребцова Полина Девушка из Грозного. Дневник.[13] — журнал «Большой город», 2009.
- Жеребцова Полина Вы мне поверьте. Дневник.[14] — журнал «Знамя», 2010, № 5.
- Жеребцова Полина. Дневник Жеребцовой Полины. — Москва.: Детектив-Пресс., 2011. — 576 с. — 2000 экз. — ISBN 978-5-89935-101-3.
- Жеребцова Полина Дневник. Чечня, 2003.[15] — журнал «Отечественные записки», 2013, том № 2 (53)
- Жеребцова Полина Путь политэмигранта. Дневник.[16] — журнал «Знамя», 2013, № 6.
- Жеребцова Полина. Муравей в стеклянной банке. Чеченские дневники 1994-2004. — Москва.: Corpus, 2014. — 608 с. — 3000 экз. — ISBN 978-5-17-083653-6.

- Жеребцова Полина. Муравей в стеклянной банке. Чеченские дневники 1994-2004. — Москва.: Время, 2019. — 714 с. — ISBN 978-5-9691-1774-7.

Переводы на иностранные языки
- Жеребцова Полина. Le journal de Polina. — Paris: Books Editions., 2013. — 557 с. — ISBN 2-36608-032-8.
- Жеребцова Полина. Sodan sirpaleet.Tytön päiväkirja Tšetšeniasta. — Helsinki: INTO, 2014. — 300 с. — ISBN 978-952-264-312-4.
- Жеребцова Полина. LE JOURNAL DE POLINA. — Paris: 10/18, 2015. — 528 с. — 5000 экз. — ISBN 978-226-406-455-4.
- Жеребцова Полина. Мураха в скляній банці. Чеченські щоденники 1994-2004 рр.. — Украина: Книжковий клуб «Клуб сімейного дозвілля, 2015. — 650 с. — 5000 экз. — ISBN 978-966-14-8343-8.
- Жеребцова Полина. Polinas Tagebuch. — Германия: Rowohlt Verlag, 2015. — 600 с. — 10 000 экз. — ISBN 978-3-87134-799-3.
- Жеребцова Полина. Polinos Dienorastis. — Литва: Tytoalba, 2015. — 600 с. — 5000 экз. — ISBN 978-6-09466-107-5..
- Жеребцова Полина. Deníky Poliny Žerebcovové. — Чехия: BizBooks, 2016. — 480 с. — 8000 экз. — ISBN 978-80-265-0500-6..

## Дневники Полины Жеребцовой в театре
- «Война, которой не было», спектакль режиссера Семена Серзина в Екатеринбурге, 2017.[17]
- Театральные читки по дневникам состоялись в Москве[18], Санкт-Петербурге[19], Киеве[20], Берлине.[21]

«Есть такая Полина Жеребцова, все её детство и юность прошли в Чечне, в Грозном, как раз во время этих двух войн. Она написала дневник. Удивительное, пронзительное произведение. И вот я на основе этого дневника, абсолютно реального, будут ставить спектакль», — сказал Иван Вырыпаев в интервью «Снобу».
.

- В феврале 2015 года Новая газета сообщила, что Театр «Практика» отказался ставить спектакль о двух чеченских войнах из-за опасной политической ситуации в России.[23]

## Премии
- В 2006 году — Международная литературная премия имени Януша Корчака присуждена автору за главу из книги Дневник Жеребцовой Полины.
- В 2015 году книга вошла в лонг-лист литературной премии «Ясная Поляна».[24].

## Признание
В 2015 году сайт Libs.ru путём голосования пользователей составил рейтинг «100 лучших книг за все времена», в который вошла и книга «Муравей в стеклянной банке. Чеченские дневники 1994—2004 гг.»
Библиотека «Бестселлер» признала данную книгу лучшей и отдала ей первое место в проекте «Вместе с книгой к миру и согласию», посвященному презентации книг о военном времени.

## Отзывы
Эту книгу можно цитировать с любого места, в любом порядке. И всё будет одним нескончаемым ужасом. Пожалуй, решишь сгоряча: чтение — единственный способ заставить людей навсегда отказаться от войны.
Полина вела чеченский дневник с 1994 по 2004 год: 10 лет стрельбы, смерти, голода, холода, болезней, унижений, лжи, предательств, садизма — всего того, что в совокупности обозначается двумя буквами «ад».

Игорь Зотов, литературный критик.

Чеченские дневники Полины Жеребцовой — настоящий документ эпохи, безо всяких кавычек и подмигиваний, без смущения за громкость формулировки, которую вполне оправдывают события, ставшие для дневников материалом. Настоящий документ эпохи, причём в самом лучшем — художественном — смысле. И поэтому его непременно стоит прочесть.

Елена Макеенко, критик, Дневник как способ выжить

Дневники Полины Жеребцовой, отрывками публиковавшиеся в разных изданиях с конца 2000-х, — ни много ни мало ключевой документ эпохи, одинаково значимый и с исторической (ближайший аналог — «Убежище» Анны Франк), и с литературной (ничуть не хуже записных книжек Сьюзан Сонтаг) точек зрения: по ним в первую очередь будут определять, о чём думали и как писали русские подростки на рубеже веков. Правы те, кто говорят, что здесь сформулирована последняя правда о современной России — от такого текста не отмахнешься

Игорь Кириенков, критик.

## Интервью с автором дневника
- «Голос Америки» Русская в Чечне и чеченка в России
- (Polina Zherebtsova on the diary she kept as a child during the Chechen war)
- Под русскими бомбами. Дневники Жеребцовой Полины, свидетеля: Валерия Пустовая: Медведь
- REUTERS Великобритания Дневник чеченского подростка — горькая повесть о бомбах и выживании
- Быть Свидетелем. Русский Журнал
- Радио СВОБОДА. «Куда мне идти? Я тут» (Военные дневники ребёнка)
- The Guardian Великобритания: Polina Zherebtsova’s diary of the second Chechnya war